# Puits à six seaux (Obernai)
Pour les articles homonymes, voir Puits à six seaux.
Le puits à six seaux est un monument historique situé à Obernai, dans le département français du Bas-Rhin.

## Localisation
Cette construction est située rue du Chanoine-Gyss à Obernai.

## Historique
L'édifice fait l'objet d'un classement au titre des monuments historiques depuis 1900.

## Architecture

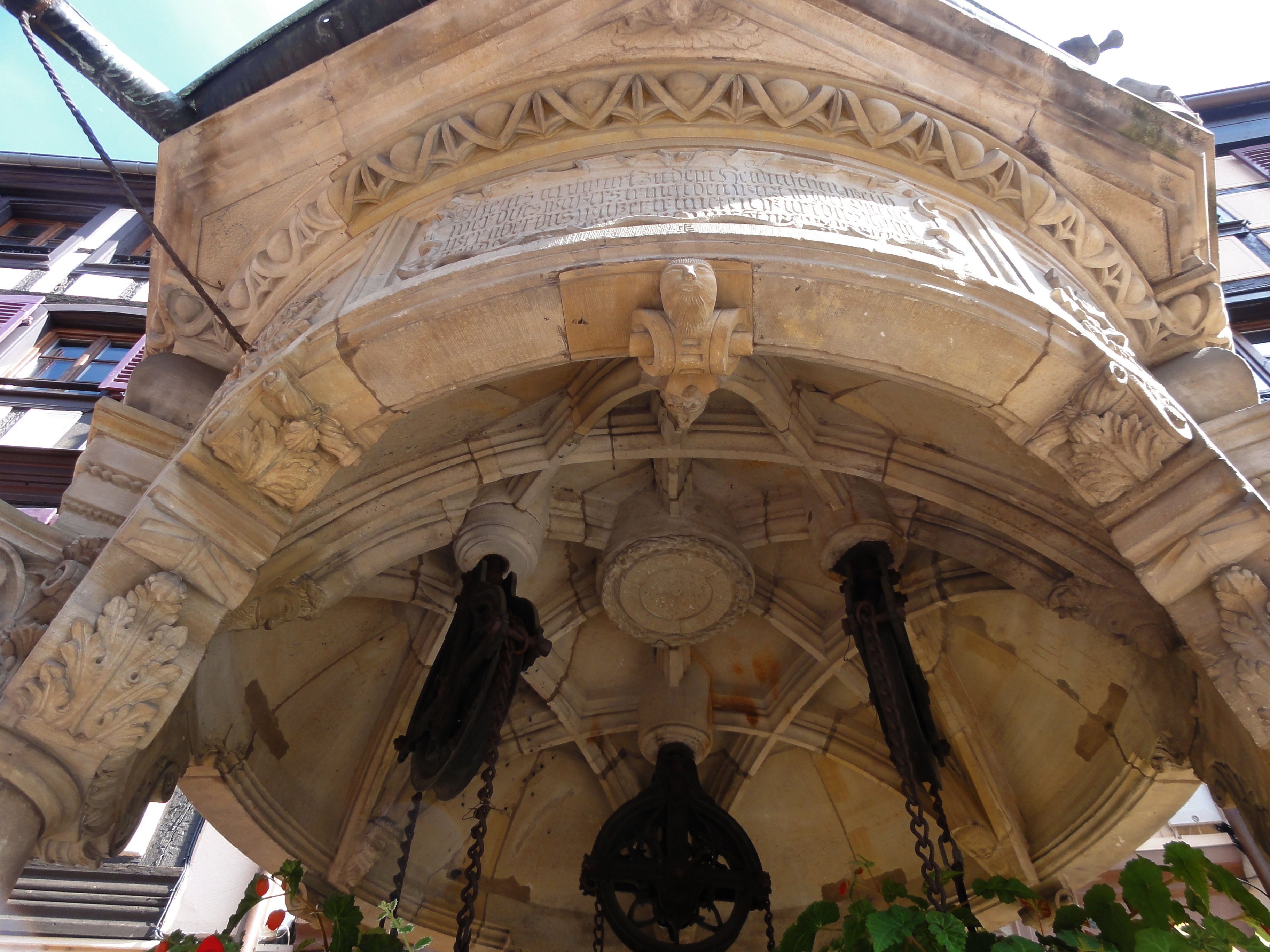
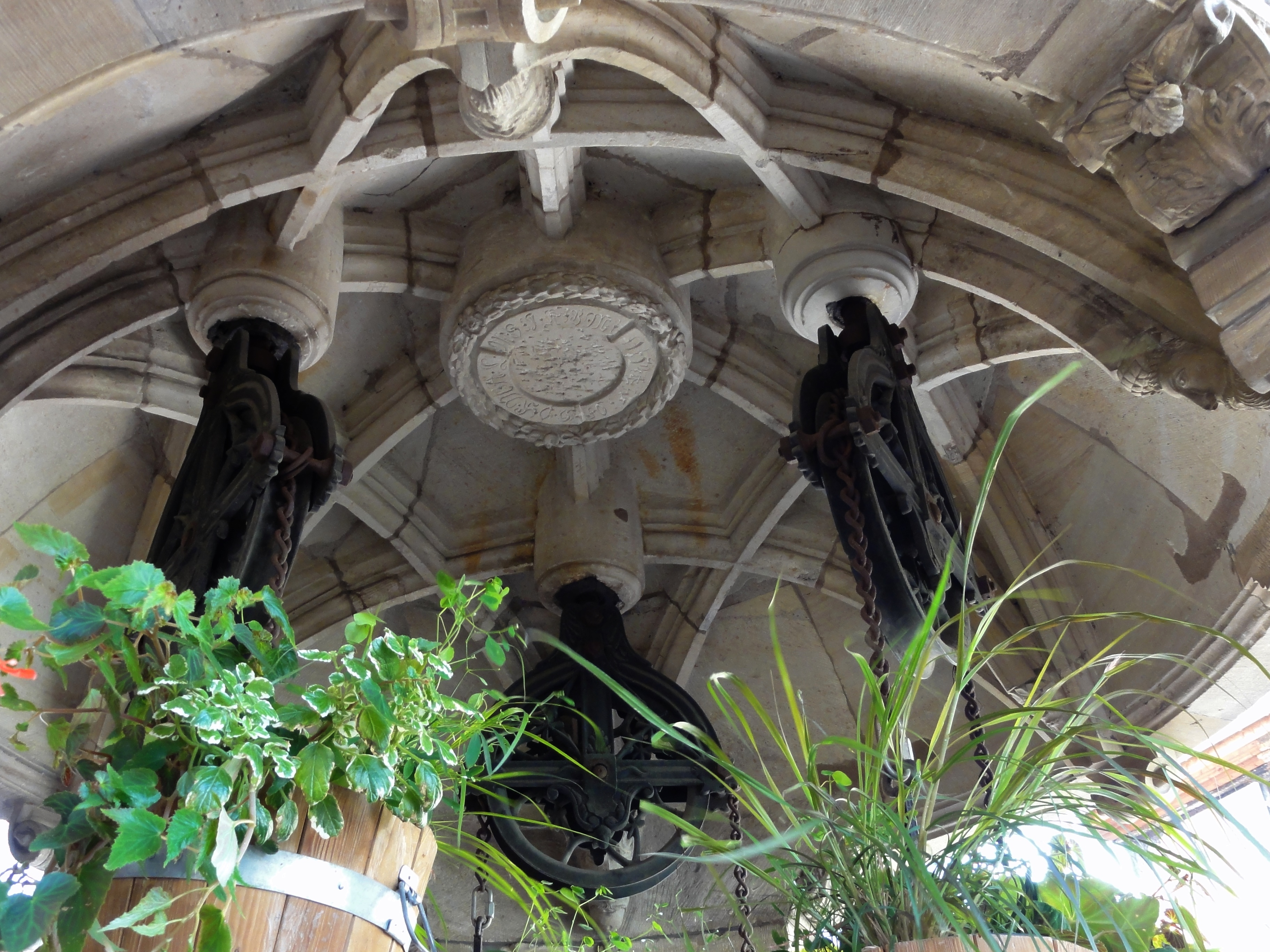
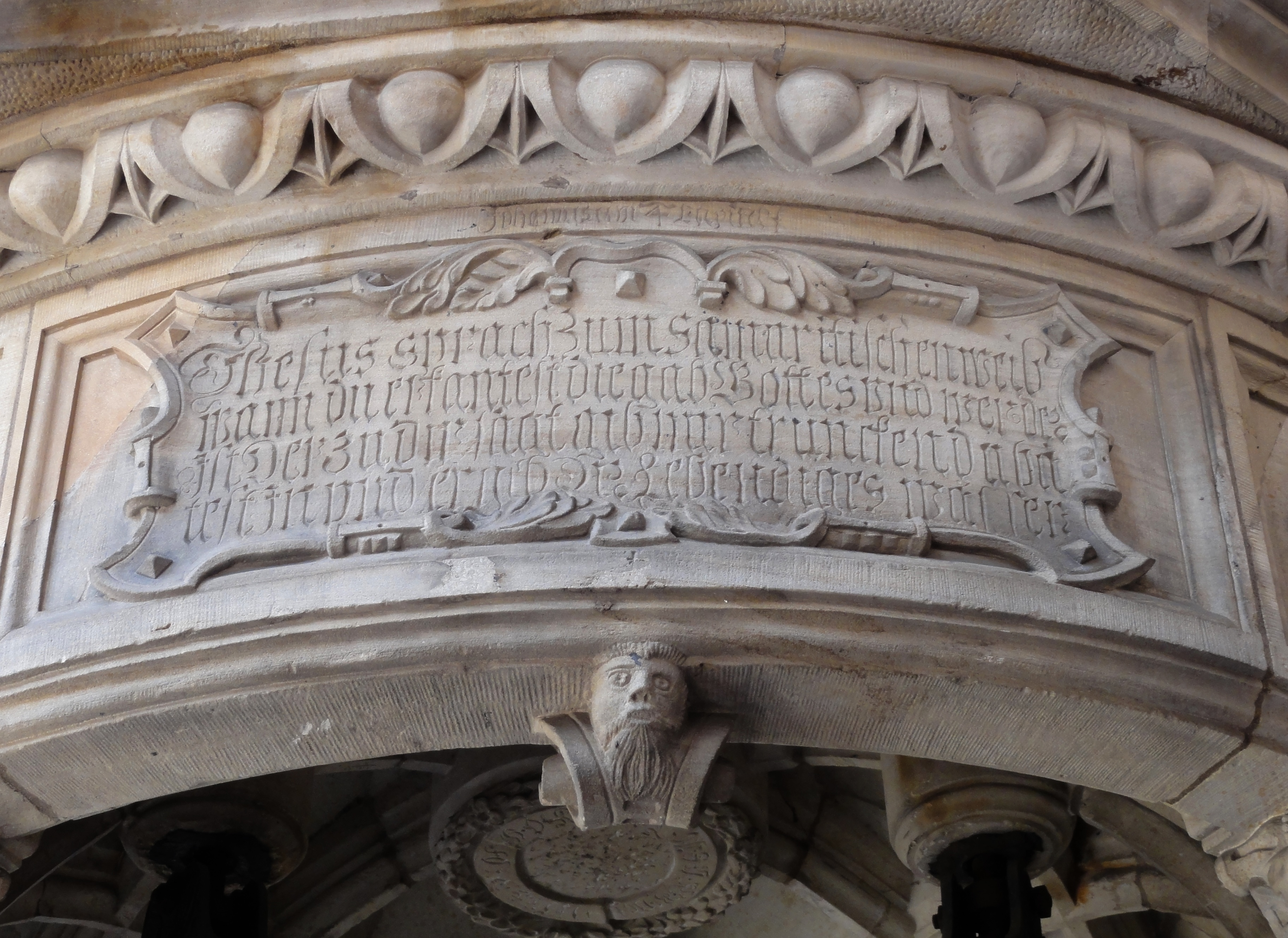